# Haliclona sataensis
Haliclona sataensis är en svampdjursart som beskrevs av Kazuo Hoshino 1981. Haliclona sataensis ingår i släktet Haliclona och familjen Chalinidae. Inga underarter finns listade i Catalogue of Life.